# Ōkami
Ōkami (大神, lit. "Grande deus" ou "lobo" [se escrito como 狼]) é um jogo eletrônico de ação/aventura publicado pela Capcom e desenvolvido pelo Clover Studio para PlayStation 2 em 19 de setembro de 2006 no Japão e na América do Norte, e em 2007 na Europa e Austrália. Foi o penúltimo jogo a ser desenvolvido pela Clover Studio, após o fechamento, alguns meses após o lançamento dele. Em 15 de abril de 2008, a Ready at Dawn e Tose em parceria com a Capcom, desenvolveram uma versão para Nintendo Wii. Apesar de Ōkami ter sofrido com vendas baixas, foi muito bem-recebido pelo público e pela crítica.
Uma sequência, com o nome de Ōkamiden: Chiisaki Taiyō, foi lançada para o Nintendo DS em setembro de 2010,  seguido pela América do Norte e Europa em março de 2011.

## Jogabilidade
Ōkami faz com que o jogador controle a personagem principal, Amaterasu, por um ambiente com cel-shading, ao estilo de uma pintura em aquarela, que assemelha-se a uma ilustração animada japonesa feita a tinta com estilos diferentes de arte. O estilo da jogabilidade é uma mistura dos gêneros de ação, plataforma e de puzzles, e tem sido freqüentemente comparado por vários escritores de matérias de jogos devido à semelhanças no estilo geral de jogabilidade entre a dele e a da série The Legend of Zelda, qual fora uma inspiração que o diretor Hideki Kamiya, um fã auto-proclamado de Zelda, admitiu ter usado e que a mesma influenciou no design geral do jogo. A história principal é primariamente linear, dirigido pelo guia de Amaterasu, Issun, mas númerosas "aventuras secundárias" e atividades opcionais permitem aos jogadores que eles explorem o mundo do jogo e sigam a história em seu próprio ritmo. Ao completar tais menores tarefas e atividades (como fazendo com que árvores brotem à vida ou alimentar animais selvagens), Amaterasu ganha "Praise" ("Louvor"), que pode ser gasto para aumentar várias estatísticas do personagem, como a quantidade de vida e o número de garrafas de tinta disponíveis para as técnicas do Celestial Brush.
Combates têm como cenário uma arena virtual fantasmagórica e Amaterasu pode lutar contra inimigos usando uma combinação de armas, técnicas de luta e métodos de pintura para acabar com os mesmos. No fim do combate, dinheiro (em ienes) é dado a Amaterasu como recompensa, com bônus por completar a batalha rapidamente e sem receber dano. O dinheiro pode ser gasto na compra de numerosos itens de vendedores pelo mundo do jogo. O dinheiro também pode ser gasto para comprar novas técnicas de combate em dojos, além de também ser necessitado para adquirir certas técnicas secretas de pintura, as quais são necessárias para o completamento de algumas tarefas secundárias. Adicionalmente, "Demon Fangs" ("Presas de Demônio") podem ser adquiridos em combates e em outros momentos do jogo para serem trocados por itens únicos adicionais, que são benéficos à jogabilidade mas não são necessários para o completamento do jogo. Armas inspiradas na Regalia Imperial do Japão, o "Reflector" ("Refletor"), os "Rosaries" ("Rosários") e "Glaive" ("Espada"), podem ser equipadas em Amaterasu como armas principal e secundárias, e usada em adição a outros ataques de curto alcance que o jogador faz com que Amaterasu aprenda ao longo do jogo.

### Celestial Brush
Singular a Ōkami existe o Celestial Brush ("Pincel Celestial"). Os jogadores podem levar o jogo a uma pausa e chamar uma lona, onde o jogador pode desenhar na tela, usando ou a alavanca analógica esquerda no controle DualShock 2 do PlayStation 2 ou apontando com o Wii Remote. Tal ferramenta é usada em combates, puzzles e como jogabilidade principal. Por exemplo, o jogador pode criar um vento forte ao desenhar um looping, cortar inimigos ao desenhar uma linha reta por cima deles ou criar pontes desenhado uma, além de outras técnicas que usam os elementos da natureza. Tais técnicas são adquiridas ao longo do jogo ao completar constelações para libertar deuses do Celestial Brush (inspirados pelo zodíaco chinês) de seus esconderijos.Ao longo do jogo, Amaterasu aprende várias técnicas de Celestial Brush. Há 13 principais técnicas que são obtidas durante o curso natural do jogo na história principal. A lista a seguir é, geralmente, na ordem em que Amaterasu obtém estas técnicas principais, embora Water Lily e Cherry Bomb pode ser aprendida em qualquer ordem, depois de Bloom e antes de Vine.
Várias técnicas de pincel envolvem desenho de um caminho entre dois objetos: Amaterasu, partes da paisagem, ou um inimigo. Para cada uma destas técnicas baseadas em caminho, o pincel emite ondas de diferente cor-de-fumo sobre as estações válidas, embora isso não indica quando alguns inimigos são imunes a ataques específicos elementares.
Além disso, o pincel pode ser usado para pintar o inimígo para temporariamente cegá-lo. A tinta desaparece alguns segundos depois.

## Enredo

### História
O jogo se passa no Antigo Japão e começa com um flashback de 100 anos antes do momento presente. O flashback conta a história de como Shiranui, um lobo branco, e Nagi, um guerreiro, lutaram juntos para derrotar a serpente de oito cabeças Orochi para salvar o Vilarejo de Kamiki e a dama Nami, a amada de Nagi. Shiranui e Nagi não são capazes de derrotar o dragão, mas só de aprisioná-lo numa caverna. 100 anos depois, um descendente de Nagi, Susano, acidentalmente quebra o selo de Orochi, e ele então escapa e lança uma maldição sobre a Terra, destruindo toda a vida existente. Sakuya, um espírito das árvores e guardiã do Vilarejo de Kamiki, invoca a deusa do Sol e reencarnação de Shiranui Amaterasu, e pede para que ela remova a maldição que cai sobre a Terra. Acompanhada pelo minúsculo artista ambulante Issun, Amaterasu é capaz de restaurar a beleza da Terra. Pela sua jornada, Amaterasu pode ser surpreendida por Waka, um flautista que tem o poder de prever o futuro.[carece de fontes?]
Logo, Amaterasu, junto com Susano, devem batalhar com Orochi para proteger o Vilarejo de Kamiki e salvarem a amada de Susano, Kushi, recriando os eventos de há 100 anos. Desta vez, a dupla consegue aniquilar o dragão completamente, e uma nuvem negra sai de seu corpo, rumando ao norte. Amaterasu continua a remover a maldição de Orochi na Terra, derrotando outros demônios que, ao morrerem, também liberam nuvens negras que flutuam ao norte. Amaterasu então viaja ao norte e descobre que a fonte dessas presenças malignas foi o naufrágio de um navio capaz de viajar pelas estrelas, a "Arca de Yamato". Waka aparece e se revela ser um membro da Tribo Lunar, um povo que confeccionou a Arca de Yamato aos Seres Celestiais, que a usaram para escapar da destruição de Orochi no Plano Celestial e cruzar os céus, inconscientes dos espíritos maléficos presos na Arca que mataram a todos, resultando no naufrágio da Arca na Terra. Amaterasu derrota Yami, o último demônio que controla a todos os seres maléficos, livrando a Arca e o mundo de todo o mal para sempre. Com sua missão terminada, Amaterasu parte junto com Waka para o Plano Celestial na Arca de Yamato.[carece de fontes?]

### Personagens
O jogador controla Ōkami Amaterasu, a deusa do sol, na forma de um lobo branco. Enquanto que Amaterasu é referida como fêmea nas versões japonesa e européia do jogo, a versão para a América do Norte nunca define o gênero sexual de Amataresu, referindo-se a tal a partir de um diálogo neutro. Alguns personagens, contudo, nunca referem-se a Amaterasu em um método masculino ou feminino (com exceção de Yatsu que se refere a Amaterasu como "fair maiden" que significa donzela, ou de Issun que algumas vezes se refere ao lobo como "god", que significa deus no masculino), mas nem se mostram estarem corretos ou incorretos. Enquanto que Amaterasu, quando possuindo o poder de tinta, é visto pelo jogador com marcas vermelhas pelo seu corpo, ombros parecidos com asas pontudas e sua arma em suas costas, a maioria dos personagens humanos do jogo veem Amaterasu como um lobo branco normal, alguns acreditando que ela era a reencarnação de Shiranui (o lobo branco que lutou contra Orochi 100 anos antes dos eventos do tempo presente do jogo), e não reconhecem a natureza espiritual de Amaterasu. Se o jogador demasiar o uso do Celestial Brush, Amaterasu irá temporariamente reverter à sua forma de lobo comum. Issun, um "artista andarilho" arrogante de tamanho de uma polegada, procurando pelas 13 técnicas da Celestial Brush para ele mesmo, acompanha Amaterasu (a quem ele chama de "Ammy" ou "furball" — bola de pêlos) e serve como um guia, uma maneira de Amaterasu comunicar-se e um comic relief.
Enquanto que não existe um antagonista principal singular no jogo, dois personagens reaparecem várias vezes durante a aventura. Waka aparece como um jovem homem tocador de flauta para Amaterasu numerosas vezes no jogo, ciente da forma de deusa do lobo branco e profetizando o seu futuro e, algumas vezes, batalhando contra ela; o seu diálogo, que usa de termos em francês várias vezes, mostra um senso de familiaridade entre ele e Amaterasu, sendo mais tarde revelado que Waka é muito mais velho do que aparenta e que já andou pela Celestial Plain ("Planície Celestial") com Amaterasu há centenas de anos. O outro é Orochi, o demônio de oito cabeças e um vilão principal dentro do jogo o qual o jogador encontra e o enfrenta várias vezes. Orochi repetidamente tinha trazido desgraças à vila Kamiki, demandando um sacrifício de uma jovem mulher a cada 100 anos. Cada uma de suas oito cabeças possui um poder elemental diferente, mas o demônio inteiro é suscetível a um saquê feito de uma fermentação alcóolica especial, disponível somente na vila Kamiki, permitindo que Amaterasu o derrote enquanto que o monstro se encontra bêbado.
Ao longo do jogo, o jogador encontrará vários outros personagens que foram inspirados pelo folclore japonês.

## Recepção da crítica

### Legado
Ben Mattes, produtor do jogo de 2008 Prince of Persia, cita Ōkami, como também Ico e Shadow of the Colossus, como influências na jogabilidade e artwork do jogo. Além disso, o jogo Street Fighter IV da Capcom também é afirmado de ter modelos influenciados por Ōkami com imagens feitas à mão e efeitos de pinceladas.

## Outras Mídias

### Jogos
- O personagem Amaterasu é personagem jogável no jogo de luta Marvel vs Capcom 3: Fate of Two Worlds.